# Väpnad konflikt

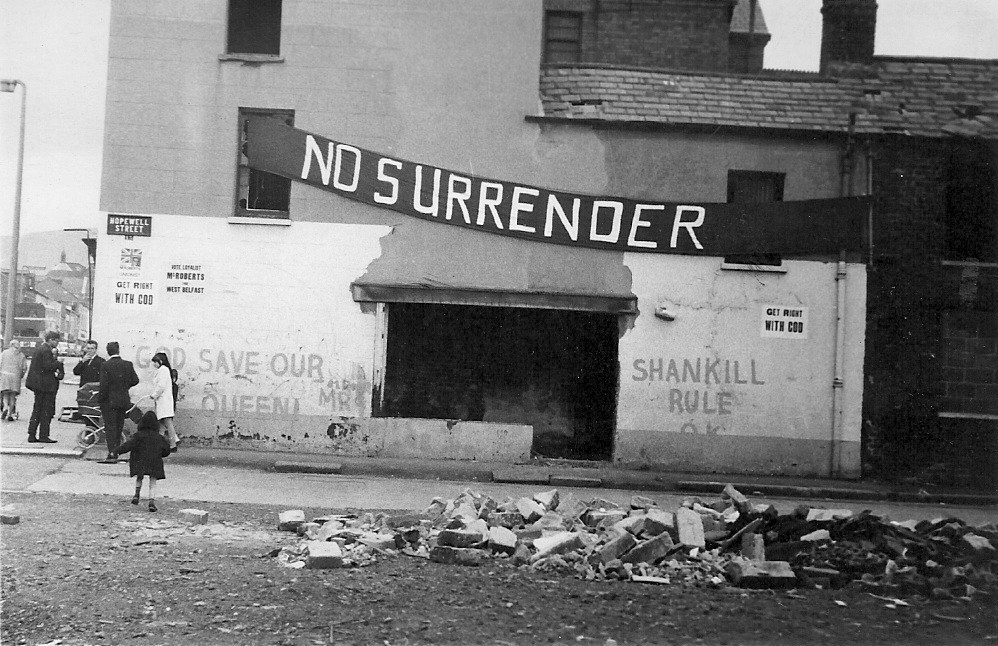
Nordirland härjades i åratal av väpnad konflikt.

Väpnad konflikt kallas en konflikt som inbegriper våld när åtminstone en av parterna är en stat, och om konflikten utkämpas mellan minst två stater kallas det internationell väpnad konflikt och när konflikten leder till att åtminstone 25 personer dör till följd av konfliktens strider. Det är våldsbruket som avgör huruvida en konflikt betraktas som väpnad eller inte, och därför behövs ingen formell krigsförklaring för att kategorisera konflikten som sådan. Förr användes oftare beteckningen "krig" än vad som är brukligt numera. 
Mellanstatliga konflikter är konflikter mellan åtminstone två statsmakter, och inomstatliga sådana när våldet sker inom en stats territorium och åtminstone en part inte har regeringsmakten (till exempel inbördeskrig). 
Väpnade konflikter indelas ofta inom freds- och konfliktforskningen i tre kategorier:
- Mindre väpnad konflikt - Antalet stridsrelaterade dödsfall under konflikten är fler än 25 per år men mindre än 1 000 under hela konflikten
- Större väpnade konflikter - Antalet stridsrelaterade dödsfall överstiger 25 per år och överstiger 1 000 under hela konflikten, men är mindre än 1 000 under ett specifikt år.
- Krig - Antalet stridsrelaterade dödsfall överstiger 1 000 under ett år

Definitionen i termer av antal döda har dock varit något kontroversiell.